# CTOL

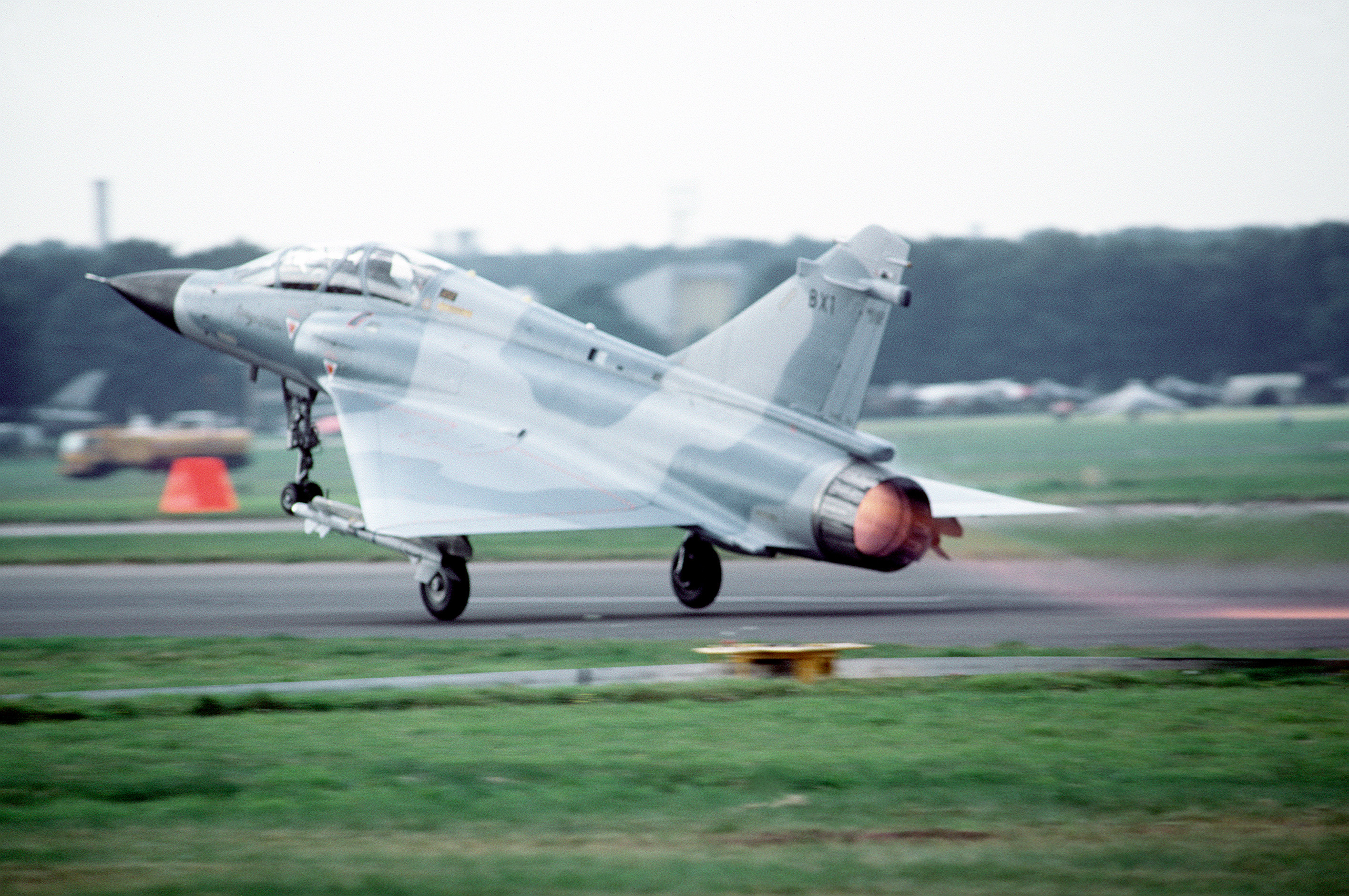
Mirage 2000 realitzant un enlairament convencional.

CTOL (acrònim en anglès de Conventional Take-Off and Landing, «enlairament i aterratge convencionals») és el procés mitjançant el qual l'avió s'enlaira i aterra de manera similar a un avió de passatgers, el qual implica l'ús de pistes d'aterratge i enlairament.
En el cas de l'enlairament, l'avió recorre la pista fins que arriba a la velocitat suficient i s'aconsegueix l'efecte aerodinàmic de la sustentació, moment en el qual l'avió deixa de tenir contacte amb el terra. A l'hora d'aterrar, l'avió procedeix a efectuar un descens de l'altitud del vol, reduir la seva velocitat i a desplegar el tren d'aterratge. Un cop fet, l'avió contacta amb la pista d'aterratge i progressivament disminueix la seva velocitat fins a aturar completament.
En el cas d'hidroavions, en comptes d'usar pistes d'aterratge i enlairament, s'utilitzen superfícies extenses d'aigua.